# Gaius Vettius Atticus Gratus Sabinianus
 (juin 2016).
Erreur Lua dans Module:Date_complexe à la ligne 111 : attempt to concatenate a nil value.
Gaius Vettius Atticus Gratus Sabinianus (fl. aut. 215-242) était un homme politique de l'Empire romain.

## Biographie
Il était probablement le fils de Gaius Vettius Gratus Sabinianus, et de sa femme, une Attica. Il fut c.p. autour de 215 et consul en 242. 
Il s'est marié avec sa cousine Asinia, fille de Gaius Asinius Lepidus et de sa femme Vettia, et eut probablement Gaius Vettius Gratus.